# Разпотє
Разпотє (словен. Razpotje) — поселення в общині Загорє-об-Саві, Засавський регіон, Словенія. Висота над рівнем моря: 420,4 м.